# Efecte ouzo

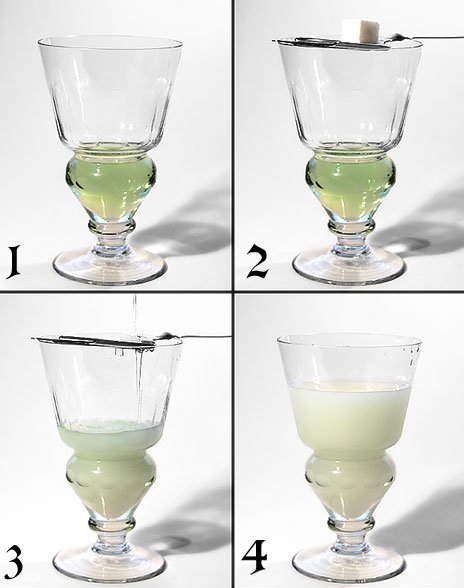
L'efecteOuzo quan es prepara l'absenta.

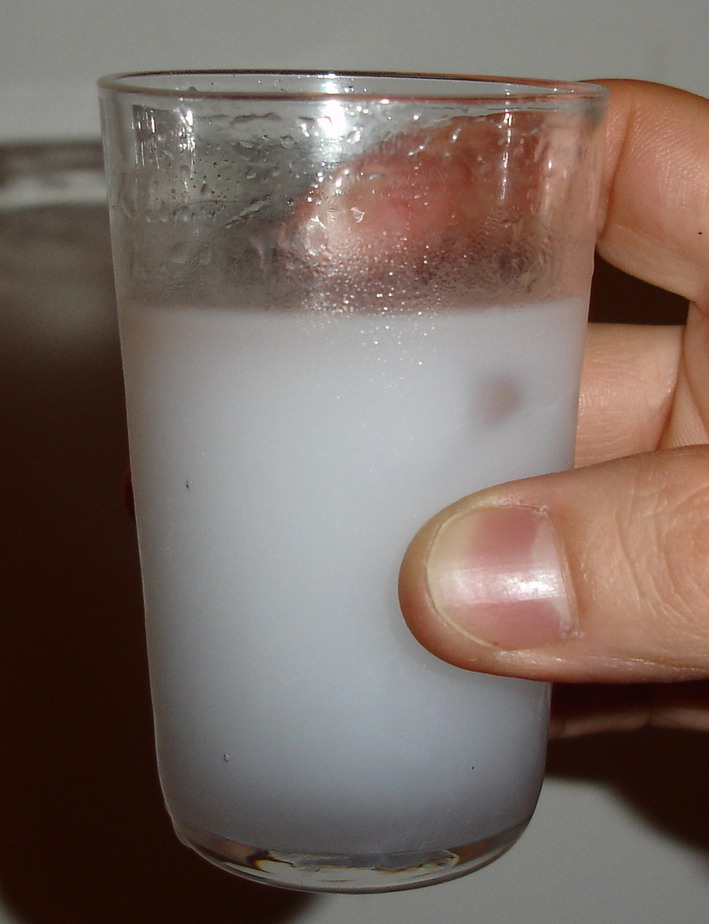
Àrac amb aigua i gel

L'efecte ouzo és una emulsificació espontània microemulsió que es forma quan s'afegeix aigua a l'ouzo i a altres begudes anisades. Com que aquestes microemulsions ocorren amb només una mínima quantitat de mescla i són molt estables, aquest efecte té moltes aplicacions comercials.

## Observació i explicació
L'efecte ouzo ocorre quan un oli essencial fortament hidròfob com l'anetol trans es dissol en un solvent miscible en aigua com és l'etanol i la concentració d'etanol s'abaixa afegint petites quantitats d'aigua. A simple vista s'observa una opacitat d'aspecte lletós en el líquid.
La coalescència de les gotetes d'olis s'alenteix molt de pressa i forma una dispersió de fluid estable i homogeni per nucleació líquid-líquid. La mida de les gotetes és de l'ordre de micròmetres.

## Aplicacions
Les microemulsions tenen molts usos comercials. Es fan servir en productes alimentaris, detergents i en productes per a la cura del cos. L'efecte ouzo és un mecanisme per a generar emulsions lliures de surfactants.